# 吸收律
在抽象代数中，吸收律是连接一对二元运算的恒等式。
任何两个二元运算比如 $ 和 %，服从吸收律如果:
a $ (a % b) = a % (a $ b) = a.
运算 $ 和 % 被称为对偶对。
设有某个集合闭合在两个二元运算下。如果这些运算是交换律、结合律的，并满足吸收律，结果的抽象代数就是格，在这种情况下这两个运算有时叫做交和并。因为交换律和结合律经常是其他代数结构的性质，吸收律是格的定义性质。由于布尔代数和 Heyting代数是格，它们也服从吸收律。
因为经典逻辑是布尔代数的模型，直觉逻辑是 Heyting代数的模型，吸收律对分别指示逻辑或和逻辑与的运算 

## 吸收律的证明
```
  

  

    

      

        
P

        
∧

        
(

        
P

        
∨

        
Q

        
)

        
=

        
P

        
∨

        
(

        
P

        
∧

        
Q

        
)

        
=

        
P

      

    

    
{\displaystyle P\land (P\lor Q)=P\lor (P\land Q)=P}

  

```

(P ∨ 0) ∧ (P ∨ Q) = P ∨ (0 ∧ Q) = P ∨ 0 = P
(P ∧ 1) ∨ (P ∧ Q) = P ∧ (1 ∨ Q) = P ∧ 1 = P
这里的 = 号要理解为公式上的逻辑等价。
吸收律对相干逻辑、线性逻辑和亚结构逻辑不成立。在亚结构逻辑情况下，在恒等式的定义对的自由变量之间没有一一对应。